# Republic Records
La Republic Records è un'etichetta discografica americana di proprietà di Universal Music Group (UMG). Fondata da Avery Lipman e Monte Lipman come etichetta indipendente nel 1995, è stata acquisita da UMG nel 2000. Republic è stata inizialmente un'impronta del gruppo Universal / Motown Records, ed è stata ribattezzata Universal Republic Records dopo una riorganizzazione nel 2006 prima di tornare al suo nome originale nel 2012.
Gli artisti firmati alla Republic Records includono (G)I-dle, Stray Kids, Ariana Grande, Anitta, Nicki Minaj, Drake, Lil Wayne, Amy Winehouse, Nav, The Weeknd, Jessie J, Greta Van Fleet, Taylor Swift, Black Veil Brides, Andy Black, Lorde, Mika, Christina Grimmie, Florence and the Machine, Post Malone, Hailee Steinfeld, Julia Michaels, Austin Mahone, 3 Doors Down, Itzy e DNCE. È la filiale della musica country che la Repubblica Nashville ha firmato Florida Georgia Line, The Band Perry, e Eli Young Band.

## Storia
Secondo Avery Lipman, lui e suo fratello Monte hanno concepito Republic Records al tavolo della cucina nel loro appartamento:
Io e mio fratello lavoravamo in case discografiche. Era nel mezzo di un lavoro e abbiamo iniziato a pubblicare dischi per hobby. Avevamo un approccio di base sul business. Il primo disco che abbiamo pubblicato andò molto bene. Era "Bloodhound Gang".
La Republic Records venne costituita nel 1995 come sussidiaria della Geffen Records di MCA, ma poco dopo la distribuzione passò alla nuova Universal Records. I fratelli Lipman accettarono un'offerta da Universal nel 2008 e si dimisero dalla UMG nel 2011.

### Universal Records: 1999–2005
Universal Music Group ha acquisito la Repubblica Records dei fratelli Lipman come una sussidiaria interamente controllata nel 1999. Monte Lipman è stato nominato presidente della neonata etichetta Universal Records e Avery Lipman è stato nominato il suo chief operating officer. Hanno riferito a Doug Morris (presidente di Universal Music Group) e Mel Lewinter, presidente di Universal Records Group.

### Universal Republic Records: 2006-2012
A partire dal 2006, Universal Republic Records ha adottato una strategia di crescita basata sul partenariato A&R. Le transizioni dell'industria musicale si sono dimostrate efficaci, e la Universal Republic Records ha continuato a crescere negli anni fino del declino del settore. Nell'estate del 2011, sono state apportate modifiche alla casa discografica Motown Republic Group, Motown Records è stata separata dalla Universal Motown Records (facendola dismettere e trasferendo gli artisti di entrambe a Motown Records o Universal Republic Records) e il marchio fu fuso con The Island Def Jam Music Group, rendendo Republic Universal Records un'unica etichetta discografica.

### Rinascita della Republic Records: 2012-presente
Nell'ottobre 2012, la Universal Republic Records si è nuovamente ribattezzata come Republic Records per segnare l'arrivo del produttore Rick Rubin. Tutti gli artisti del roster della Universal Republic Records furono trasferiti alla Republic Records. L'etichetta ha pubblicato album di Lil Wayne, Kid Cudi e Tyga; secondo il vice presidente esecutivo Charlie Walk, la nuova Republic Records era l'etichetta numero uno della colonna sonora. Il 31 marzo 2014 è stato annunciato che Big Machine e Republic Records avevano ripreso Dot Records e Chris Stacey avrebbe diretto l'etichetta. Dot era la terza etichetta (dopo Valory e Republic Nashville) introdotta come parte del Big Machine Label Group.
Il 20 giugno 2014 è stato annunciato che la Repubblica si era unita al VH1 per una campagna "Make a Band Famous", che avrebbe scelto un artista per le apparizioni in rete e l'elenco della Repubblica. VH1 and Republic used social media for the campaign. Republic Records had songs in six of the top-10 spots on the Mediabase Top 40 Chart in 2015, tying a 2013 record.

## Artisti degni di nota
- Anitta
- Ariana Grande
- AFI
- Akon
- Aminé
- Andy Biersack
- The Band Perry
- Birdman
- Black Sabbath
- James Blake
- Bow Wow
- Danielle Bradbery
- Dionne Bromfield
- The Cab
- Sofia Carson
- Alex Clare
- Colbie Caillat
- Matt Costa
- Cut Copy
- DNCE
- Drake
- Florence and the Machine
- Florida Georgia Line
- Ghost
- Peter Gabriel
- (G)I-dle
- Godsmack
- Gotye
- Greta Van Fleet
- Get Scared
- Neil Halstead
- Angel Haze
- Paris Hilton
- Ace Hood
- Ben Howard
- Hollywood Vampires
- Itzy
- Jack Johnson
- Jessica Sanchez
- Jessie J
- Julia Michaels
- Kavinsky
- Mat Kearney
- Kid Cudi
- King Charles
- Lil Wayne
- Limp Bizkit
- Little Dragon
- The Lonely Island
- Lorde
- Seth MacFarlane
- Clare Maguire
- Damian Marley
- Ida Maria
- Metro Boomin
- Mika
- Christina Milian
- Nicki Minaj
- James Morrison
- Mystikal
- Maty Noyes
- The Naked and Famous
- Natalie La Rose
- Of Monsters and Men
- Otto Knows
- Owl City
- Liam Payne
- Cassadee Pope
- Post Malone
- The Presets
- Psy
- Rose Villain
- Kevin Rudolf
- Sage the Gemini
- Snow Patrol
- Stray Kids
- Swedish House Mafia
- Hailee Steinfeld
- Taylor Swift
- The Avett Brothers
- Twice
- TXT
- Tyga
- Us the Duo
- The Weeknd
- Weezer
- Zendaya

## Sussidiarie
- 21Entertainment Group
- American Recordings
- ANTI- Records (distribuzione per alcune pubblicazioni)
- Aware Records
- BME Recordings
- Brushfire Records
- Casablanca Records
- Cash Money Records
- Castro Music
- Hollywood Records (distribuzione)
- Indie Pop Music
- Queen Bee Entertainment
- Lava Records
- Loma Vista Recordings
- Next Plateau Entertainment (distribuzione)
- No Emotion
- Real World Records
- Serjical Strike Records (distribuzione)
- SRC Records
- Taylor Swift Productions, Inc. (distribuzione)
- XO
- Young Money Entertainment

## Loghi

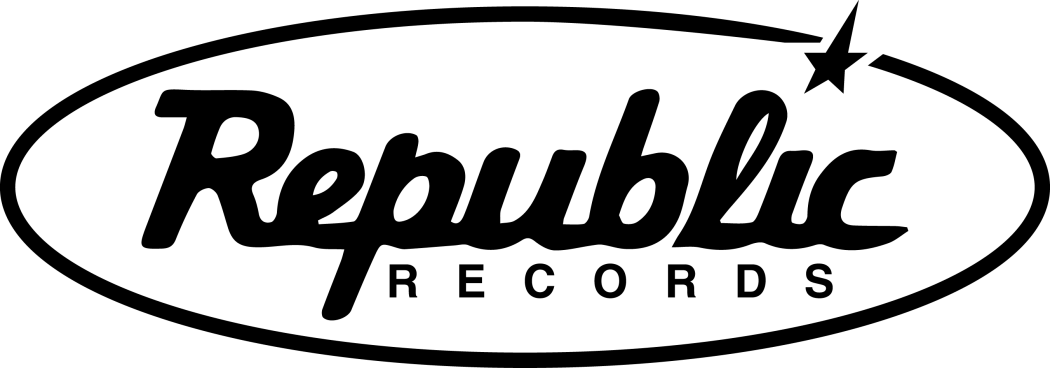
Il logo usato dal 1996 al 2006.
Il logo usato dal 2006 al 2012.
Il logo usato dal 2012 ad oggi.